# Departament d'Amatitlán
Aquest article correspon a l'extingit departament de Amatitlán a Guatemala; per al municipi homònim vegeu Amatitlán (Guatemala).
Amatitlán va ser un departament situat al centre de Guatemala. Fundat el 1839 pel governador de l'Estat de Guatemala Mariano Rivera Paz, va estar conformat pels moderns municipis de Amatitlán, Palín, San Miguel Petapa, San Vicente Pacaya, Vila Canales i Vila Nova. Va ser suprimit pel govern del general Jorge Ubico Castañeda en 1935, qui va repartir els seus municipis entre els departaments de Guatemala i Escuintla.

## Història

### Fundació

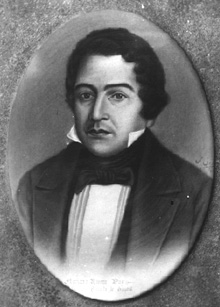
Retrat de Mariano Rivera Paz, governador de l'Estat de Guatemala que va instituir a Amatilán com a districte independent en 1839.

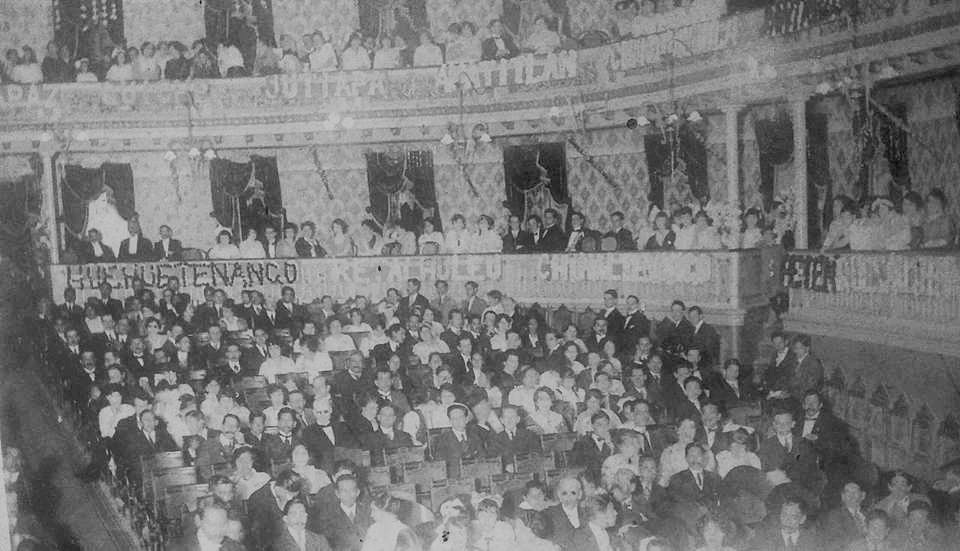
Presentació dels departament de Guatemala en el Teatre Colón en 1916. Observi's la representació del departament de Amatitlán en la part superior central de la fotografia.

Després de la Independència de Centreamèrica i durant el govern de Mariano Rivera Paz, per decret del 6 de novembre de 1839, Palín, Amatitlán i Vila Nova van formar un ens independent per al seu govern polític. El decret del 6 de novembre de 1839 textualment diu: «La ciutat de Amatitlán, Sant Cristóbal Palín, Vila Nova, San Miguel i Santa Inés Petapa i tots els llocs annexos a aquestes poblacions compondran un districte independent per al govern polític i serà a càrrec d'un tinent corregidor, que exercirà les seves funcions conforme a la llei de 2 d'octubre d'aquest any i gaudirà la dotació de mil pesos anuals. En el mateix districte s'establirà un Jutge de primera instància per a l'administració de Justícia.» El districte va canviar el seu nom i categoria a departament, passant a ser el departament de Amatitlán conforme acord de l'Executiu del 8 de maig de 1866 del govern del mariscal Vicente Cerna i Cerna.

### Terratrèmol del 3 de setembre de 1874
D'acord amb el periòdic nord-americà The New York Times, el terratrèmol de Guatemala del 3 de setembre de 1874 va ser el més devastador dels quals es van registrar en aquest any a tot el món. No solament es va destruir completament el poble de Parramos,
sinó que bandes de bandits armats amb ganivets i altres armes van intentar assaltar als damnificats i robar-los el poc que els quedava; afortunadament, les bandes van ser capturades per la policia del govern del general Justo Rufino Barrios i executades sumàriament.

### Desintegració
Finalment, el departament de Amatitlán va ser suprimit per decret legislatiu 2081 del 29 d'abril i 1935 durant el govern del general Jorge Ubico. El decret legislatiu 2081 textualment diu: «Considerant que és convenient per als interessos del país la supressió del departament de Amatitlán, per tant decreta: Articulo 1. Es suprimeix el departament de Amatitlán
Article 2. Els municipis de Amatitlán, Vila Nova, San Miguel Petapa i Vila Canales queden incorporats al de Guatemala i els de Palín i Sant Vicent Pacaya al d'Escuintla.
Article 3: L'Executiu dictarà les mesures del cas per al compliment, del present decret que entrés en vigor l'1 de juliol del corrent any».